# فوميي هاياكاوا
فوميي هاياكاوا (باليابانية: 早川 史哉) (12 يناير 1994 في نيغاتا في اليابان – )؛ هو لاعب كرة قدم ياباني سابق كان يلعب كمدافع.

## وصلات خارجية
- فوميي هاياكاوا على موقع الاتحاد الدولي (مؤرشف)  (الإنجليزية)
- فوميي هاياكاوا على موقع رابطة كرة القدم اليابانية للمحترفين (اليابانية)
- فوميي هاياكاوا على موقع قاعدة بيانات كرة القدم.إي يو (الإنجليزية)
- فوميي هاياكاوا على موقع Soccerway.com (الإنجليزية)
- فوميي هاياكاوا على موقع عالم كرة القدم.نت (الإنجليزية)